# Robert Hughes
Robert Studley Forrest Hughes, född 28 juli 1938 i Sydney, New South Wales, död 6 augusti 2012 i New York City, New York, var en australiskfödd konstkritiker, författare och dokumentärfilmare som levde i New York sedan 1970.

## Biografi
Hughes föddes i Sydney 1938. Hans far och farfar var advokater. Hughes far, Geoffrey Forrest Hughes, var pilot under första världskriget, med en senare karriär som jurist och företagsledare. Hughes mor var Margaret Eyre Sealy, (som ogift Vidal). Hans äldre bror, Tom Hughes, är en australisk jurist och före detta australisk justitieminister. Geoffrey Hughes dog av lungcancer när Robert var 12 år gammal. Han studerade vid St Ignatius' College, Riverview innan han började studera konst och sedan arkitektur vid University of Sydney. Omkring denna tid skrev han boken med titeln The Art of Australia, vilken fortfarande ses som ett viktigt verk. Boken gavs ut 1966. Hughes skrev även konstkritik för The Nation och The Sunday Mirror. Hughes bosatte sig i Europa 1964, till att börja med bodde han i Italien innan han slog sig ner i London 1965 där han bland annat skrev för The Spectator, The Daily Telegraph, The Times och The Observer och bidrog till Londonupplagan av Oz. 1970 blev han konstkritiker för magasinet TIME och flyttade till New York. 
1975 gjorde han tillsammans med Don Brady filmen Protected, en dokumentär som beskrev hur livet var för de infödda australierna på Palm Island. 1980 sände BBC The Shock Of The New, Hughes TV-serie om den moderna konstens utveckling efter impressionismen. Den följdes upp av en bok med samma namn. 1987 gav han ut The Fatal Shore som var en granskning av de brittiska straffkolonierna och de tidiga europeiska bosättningarna i Australien, och som kom att bli en internationell bästsäljare. Hans TV-serie American Visions från 1997 synade den amerikanska konstens historia efter revolutionen. Australia: Beyond the Fatal Shore (2000) var en serie med funderingar över det moderna Australien. Hughes dokumentär från 2002 om målaren Francisco Goya - Goya: Crazy Like a Genius sändes den första kvällen då BBC gått över till digitalteve för allmänheten.
Hughes gifte sig med sin första fru, Danne Patricia Emerson, 1967 och de skilde sig 1981. Från 1981 till 1996 var han gift med Victoria Hughes. År 2001 gifte sig Hughes med den amerikanska konstnären och före detta art directorn, Doris Downes,

### Utgivet på svenska
- De dömdas kust 1988
- Barcelona 1996

## Priser och utmärkelser
- Duff Cooper prize 1987 för The Fatal Shore